# Heinrich Huttenlocher
Heinrich Ferdinand Huttenlocher (* 10. April 1890 in Biel; † 4. Dezember 1954 in Muri bei Bern) war ein Schweizer Geologe und Mineraloge.

## Leben
Heinrich Huttenlocher wurde als Sohn des aus Deutschland stammenden Bildhauers Ferdinand Huttenlocher geboren. Er studierte Geologie und Mineralogie an den Universitäten Bern und München. Während seiner Studienzeit wurde er Mitglied der christlichen Studentenverbindungen Zähringia Bernensis und Münchener Wingolf. 1926 heiratet er seine Cousine Julia Huttenlocher. Aus der Ehe gingen drei Kinder hervor.
Ab 1928 lehrte Heinrich Huttenlocher Lagerstättenkunde an der Universität Bern. 1936 wurde er dort zum außerordentlichen Professor berufen und leitete als Direktor das Mineralogisch-petrographische Institut. 1944 erfolgte die Berufung zum ordentlichen Professor. Ein Schwerpunkt seiner Arbeit war die Erforschung der einheimischen alpinen Erzlagerstätten, ein Thema, das in der Schweiz während der Zeit des Zweiten Weltkriegs zunehmend an Bedeutung gewann. In weiteren Forschungsarbeiten untersuchte er die Metamorphose der alpinen Gesteine. Eine von ihm entdeckte Entmischungserscheinung, eine Lücke in einer Mischreihe der zu den Feldspaten gehörenden Plagioklase, wurde nach ihm benannt (Huttenlocher-Entmischung bzw. Huttenlocher-Lücke).

## Schriften (in Auswahl)
- Heinrich Huttenlocher: Die Erzlagerstättenzonen der Westalpen. Beiträge zur Geologie der Schweiz, Geotechnische Serie, Kleinere Mitteilungen. Kümmerly & Frey, Bern 1934
- Heinrich Huttenlocher und Paul Ramdohr: Mineral- und Erzlagerstättenkunde. Verlag de Gruyter, Berlin 1954, ISBN 3-110-06219-4